# Chom Bueng (huyện)
Chom Bueng (tiếng Thái: จอมบึง) là một huyện (amphoe) của tỉnh Ratchaburi ở phía tây Thái Lan.

## Địa lý

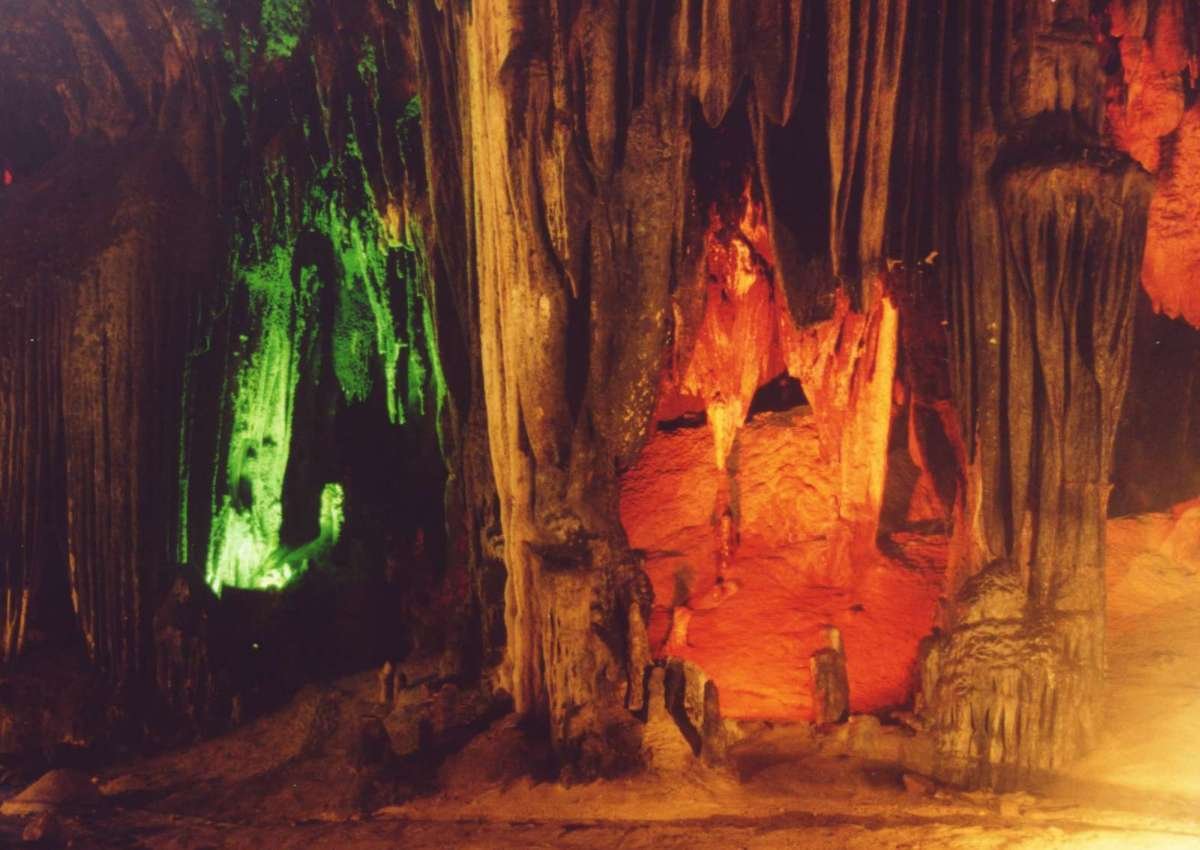
động Khao Bin

Các huyện giáp ranh (từ phía bắc theo chiều kim đồng hồ) là: Dan Makham Tia và Tha Muang của tỉnh Kanchanaburi, và Photharam, Mueang Ratchaburi, Pak Tho, Ban Kha và Suan Phueng.
Có nhiều hang động ở huyện này. Động Khao Bin được xem là động đẹp nhất với nhiều thạch nhũ và măng đá. Động Chomphon đã được vua Chulalongkorn đổi tên khi ông thăm động này năm 1895.

## Lịch sử
Năm 1895, vua Chulalongkorn và hoàng hậu Queen Saovabha thăm tỉnh Ratchaburi, bao gồm cả huyện này. Vua nhìn thấy một hồ nước lớn đẹp ở đây và đã đặt tên khu vực này là Hồ Lớn hay Chom Bueng, và lập một tiểu huyện (king amphoe).
Năm 1958, Chom Bueng được nâng thành huyện Chom Bueng.

## Hành chính
Huyện này được chia thành 6 phó huyện (tambon), các đơn vị này lại được chia ra thành 88 làng (muban). Both Com Bueng and Dan Thap Tako là thị trấn (thesaban tambon), mỗi đơn vị nằm trên một phần của tambon cùng tên.
| \| STT. \| Name \| Thai name \| Số làng \| Dân số \| \| \| \| 1. \| Chom Bueng \| จอมบึง \| 13 \| 14.094 \| \| \| \| 2. \| Pak Chong \| ปากช่อง \| 15 \| 8.828 \| \| \| \| 3. \| Boek Phrai \| เบิกไพร \| 10 \| 5.479 \| \| \| \| 4. \| Dan Thap Tako \| ด่านทับตะโก \| 20 \| 12.115 \| \| \| \| 5. \| Kaem On \| แก้มอ้น \| 15 \| 9.009 \| \| \| \| 6. \| Rang Bua \| รางบัว \| 15 \| 8.532 \| \| \| |               |           |         |        |  |  |
| STT. | Name          | Thai name | Số làng | Dân số |  |  |
| 1. | Chom Bueng    | จอมบึง     | 13      | 14.094 |  |  |
| 2. | Pak Chong     | ปากช่อง    | 15      | 8.828  |  |  |
| 3. | Boek Phrai    | เบิกไพร    | 10      | 5.479  |  |  |
| 4. | Dan Thap Tako | ด่านทับตะโก | 20      | 12.115 |  |  |
| 5. | Kaem On       | แก้มอ้น     | 15      | 9.009  |  |  |
| 6. | Rang Bua      | รางบัว     | 15      | 8.532  |  |  |